# Modell Europa-Parlament

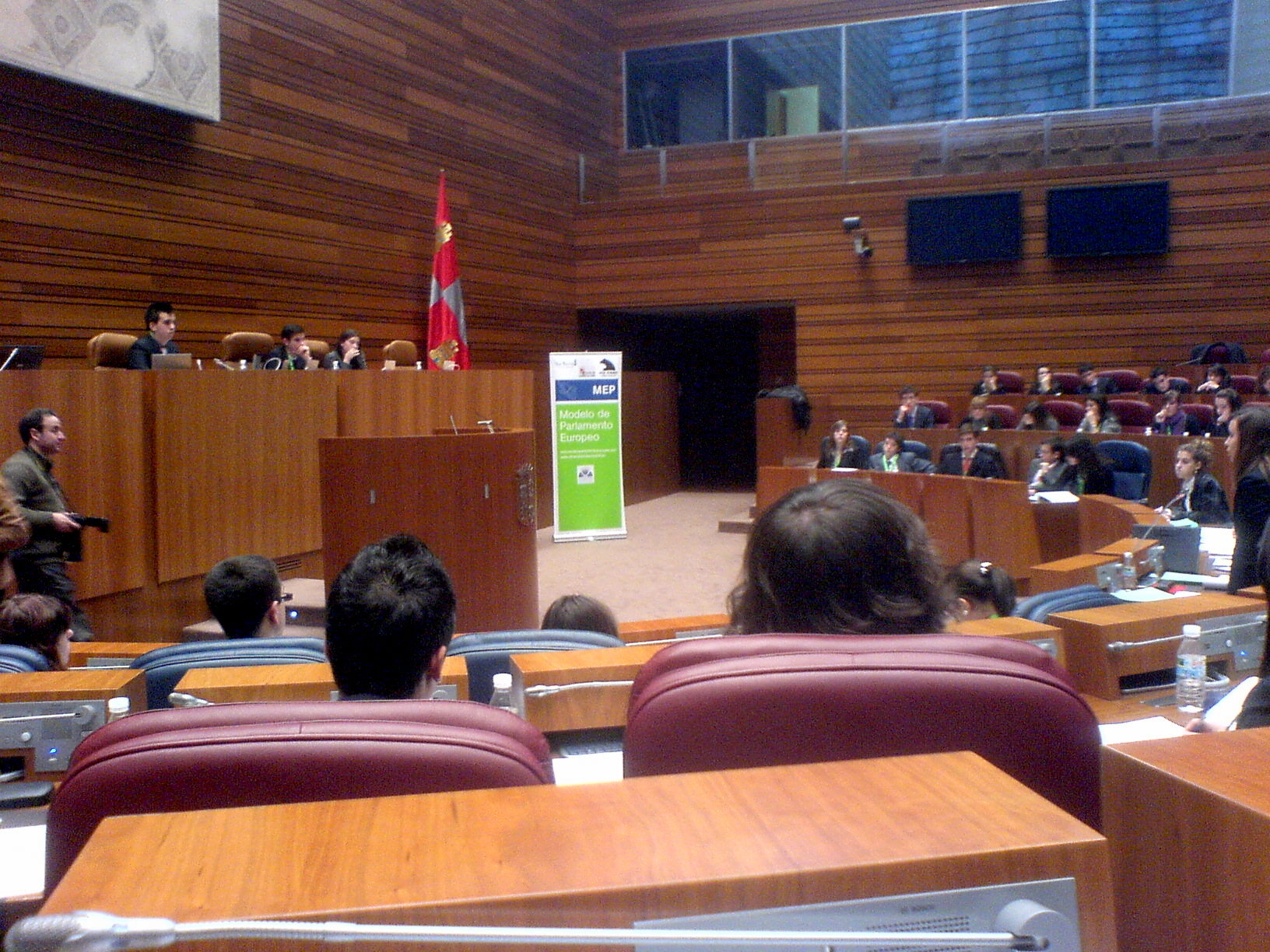
Modell Europa-Parlament in Spanien (2008)

Bei dem Modell Europa-Parlament (MEP; englisch Model European Parliament) handelt es sich um ein Plan- und Rollenspiel, bei dem Schüler das Europäische Parlament simulieren. Die Konferenzen finden mit gleicher Struktur in vielen europäischen Ländern statt, die nationalen Organisationen arbeiten dabei mit der International Foundation Model European Parliament mit Sitz in Den Haag zusammen.

## MEP.de
Zum nationalen Modell Europa-Parlament in Deutschland reisen für eine Woche jeweils acht Schüler der neunten bis dreizehnten Jahrgangsstufe aus jedem Bundesland nach Berlin, um dort als Delegierte einen ihnen zugeteilten EU-Staat zu vertreten.
Nachdem die Delegationen begrüßt wurden und sich vorgestellt haben (dies fand in den letzten Jahren im Bundespresseamt statt), beginnt die Ausschussarbeit. Jeder der acht Delegierten pro EU-Staat ist Mitglied in einem Ausschuss. Die Ausschüsse haben so jeweils 16 Mitglieder und werden von zwei Ausschussvorsitzenden geleitet. Diese Ausschussvorsitzenden sind selbst Schüler, die in der vorhergehenden Simulation, also im Jahr vor der stattfindenden Sitzungswoche, erfolgreich teilgenommen und von ihren damaligen Ausschussvorsitzenden ausgewählt worden sind. Die Ausschüsse behandeln unterschiedliche politische Probleme und Fragestellungen. Aufgabe der Delegierten ist es, eine Resolution zu erarbeiten, in der das Problem und Lösungsansätze dargestellt sind.
Die Plenarsitzung (zuletzt im Bundesrat) wird vom Präsidium geleitet. Das Präsidium setzt sich aus drei ehemaligen, in ihrer Ausschussleitungsarbeit erfolgreichen Ausschussvorsitzenden zusammen.
Ziel der Ausschüsse in der Plenarsitzung ist es, ihre Resolutionen zu erläutern, sie in der Debatte zu verteidigen und zu erreichen, dass in der auf die Aussprache folgenden Abstimmung die Mehrheit der Delegierten für die Resolution des Ausschusses stimmt. Für die Plenarsitzung gelten ganz bestimmte Regeln als Geschäftsordnung, so eine genau Abfolge von Reden und eine Offene Debatte. Wurde eine Resolution angenommen, wird sie an das Europäische Parlament, die Europäische Kommission und den Rat der Europäischen Union weiter geleitet.
Die erste MEP.de-Konferenz fand im Jahr 2000 statt, seitdem wird jährlich eine Konferenz veranstaltet.
Die 21. MEP-Sitzung in Deutschland fand aufgrund der Corona-Pandemie online vom 6. Dezember 2020 bis 13. Dezember 2020 statt. Die 7 Ausschüsse berieten aktuelle europapolitische Fragestellungen von wirtschafts- über gesundheitspolitische Themen bis hin zu integrativen und ökologischen Problemfeldern. Auch 2021 musste die Sitzung online ausgetragen werden. Die acht Ausschüsse berieten ebenfalls wieder ein breites Themenfeld. 2022 fand die 23. Sitzung vom 20. bis zum 24. März erneut online statt. Für 2022 waren einige Neuerungen geplant. Dazu gehört die Einführung sogenannter Factadvisor, die bei fachlichen und europarechtlichen Fragen Hilfestellung bieten. Zum ersten Mal sollte es einen ESC beim MEP.de geben.
Der gleichnamige Verein wird von der SPD-Politikerin Emily Vontz als Vorsitzenden geleitet.

## MEP.at
Seit 2002 finden auch, von der Theresianischen Akademie in Wien aus organisiert, nationale Sitzungen des MEP in Österreich statt. Anders als in Deutschland wechselt der Austragungsort zwischen den 9 Landeshauptstädten hin und her und, ebenfalls ein wichtiger Unterschied, die Delegierten agieren als Vertreter ihres Bundeslandes. Trotzdem wird versucht, europaweit anwendbare Lösungen zu finden – die Fixierung auf nationale Interessen entfällt durch diese Adaption des MEP.de.
Auch in Österreich reisen Schüler aus allen Bundesländern zu MEP-Sitzungen an, allerdings nur vier pro Bundesland. Die Ausschüsse werden von je zwei Vorsitzenden geleitet und vier Präsidenten sitzen der abschließenden Generalversammlung, die gewöhnlich in den jeweiligen Landtagen stattfindet, vor. Eine österreichische Erfindung sind die SMOs (Student Media Officers), die in den üblicherweise 3 Tagen der Sitzung täglich eine Ausgabe einer MEP-Zeitung zusammenstellen und verteilen. Diese hat jedes Jahr einen anderen Namen, so sorgte 2007 der "Daily Delegate" für Furore.

## MEP.eu
Zweimal im Jahr findet in einer europäischen Großstadt ein europaweites „Model European Parliament“ statt. Zu diesem kommen aus jedem EU-Mitgliedsland und aus einigen Beitrittskandidatstaaten jeweils fünf Delegierte, die sich insgesamt auf zehn Ausschüsse verteilen. Die Sprache der Sitzungswoche ist dann Englisch, die Struktur, Auswahl der Ausschussvorsitzenden etc. bleibt bestehen.
Verwandte internationale Veranstaltungen sind das MEP.bsr, das auf die baltische Region begrenzt ist – es gibt mehrere solcher interregionalen MEP-Verbände die auch interregionale Sitzungen veranstalten – und das EPK (European Parliament Kreisau), eine polnische Parlamentssimulation, die sich enger an der tatsächlichen Arbeit des Europaparlaments orientiert. So besteht der fundamentale Unterschied zum MEP darin, dass beim EPK Parteien berücksichtigt werden.